# Lista över viceguvernörer i Oklahoma

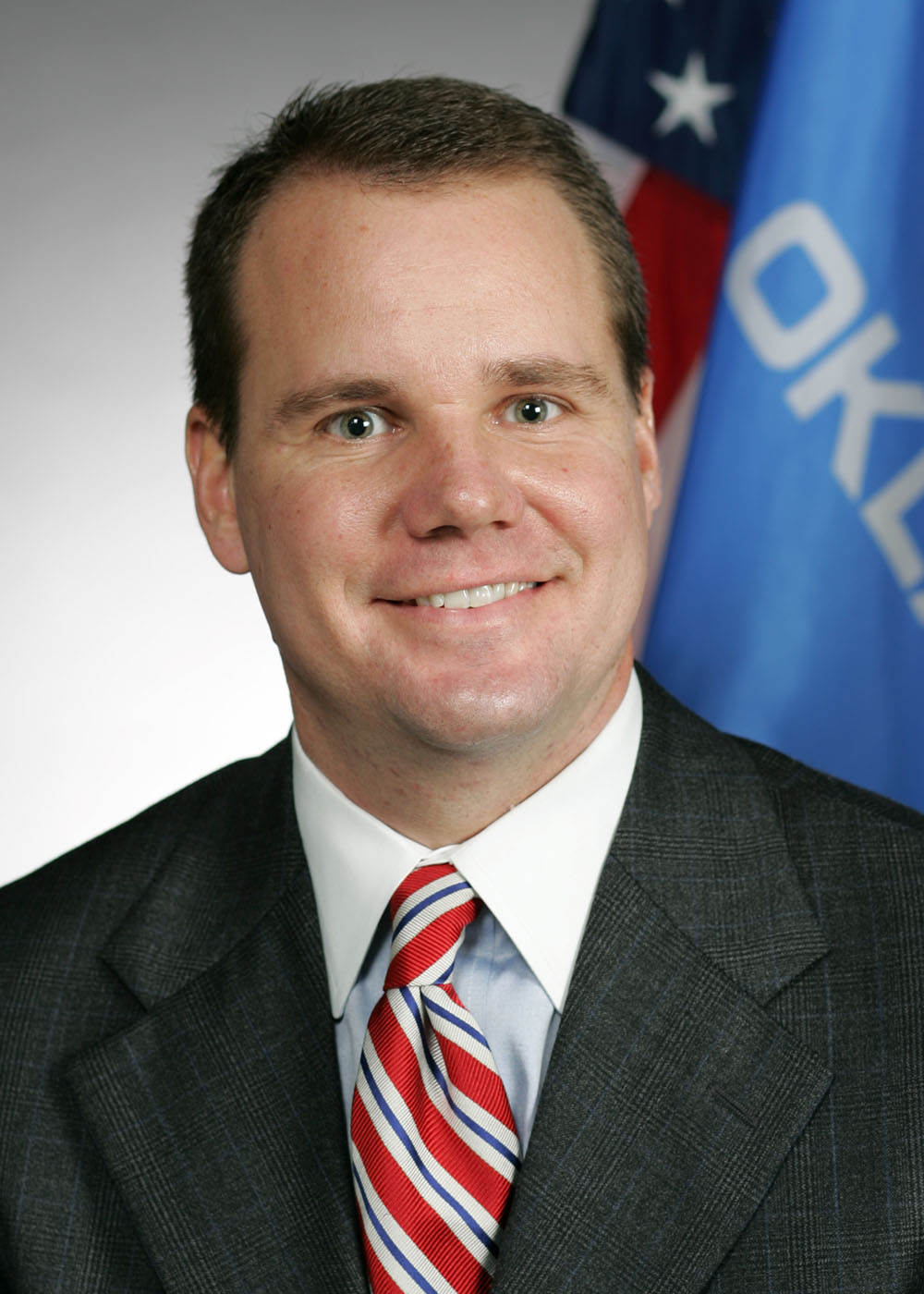
Todd Lamb, sittande viceguvernör i Oklahoma.

Viceguvernören är president i Oklahoma senaten. Som stats senat president, han eller hon övervakar processuella frågor och får rösta i händelse av ett oavgjort resultat. Trots viceguvernörens lagstiftande roll, hans eller hennes huvudfunktion ligger i den verkställande grenen som omedelbar efterträdare till guvernörskapet i händelse av en ledig tjänst.
Lista över personer som varit viceguvernör i delstaten Oklahoma:
| Namn                 | Parti      | Ämbetsperiod |
| -------------------- | ---------- | ------------ |
| George W. Bellamy    | Demokrat   | 1907–1911    |
| J.J. McAlester       | Demokrat   | 1911–1915    |
| Martin E. Trapp      | Demokrat   | 1915–1923    |
| vakant               |            | 1923–1927    |
| William J. Holloway  | Demokrat   | 1927–1929    |
| vakant               |            | 1929–1931    |
| Robert Burns         | Demokrat   | 1931–1935    |
| James E. Berry       | Demokrat   | 1935–1955    |
| Cowboy Pink Williams | Demokrat   | 1955–1959    |
| George Nigh          | Demokrat   | 1959–1963    |
| Leo Winters          | Demokrat   | 1963–1967    |
| George Nigh          | Demokrat   | 1967–1979    |
| Spencer Bernard      | Demokrat   | 1979–1987    |
| Robert S. Kerr III   | Demokrat   | 1987–1991    |
| Jack Mildren         | Demokrat   | 1991–1995    |
| Mary Fallin          | Republikan | 1995–2007    |
| Jari Askins          | Demokrat   | 2007–2011    |
| Todd Lamb            | Republikan | 2011–        |